# A Day without Rain
Az A Day without Rain Enya ír zeneszerző és énekesnő ötödik stúdióalbuma. 2000-ben jelent meg. 2002-ben elnyerte a legjobb New Age-albumnak járó Grammy-díjat. Leginkább Only Time című daláról ismert, ami először 2000-ben aratott nagy sikert, majd a 2001. szeptember 11-ei terrortámadás után, amikor a média gyakran használta aláfestő zenének.
A lemez 15 millió elkelt példánnyal Enya legtöbb példányban eladott albuma, és 2001 ötödik legsikeresebb albuma.

## Dalok
Minden dal zeneszerzője Enya, dalszövegírója Roma Ryan.
1. A Day Without Rain (instrumental) – 2:38
2. Wild Child – 3:47
3. Only Time – 3:38
4. Tempus Vernum – 2:24
5. Deora Ar Mo Chroí – 2:48
6. Flora’s Secret – 4:07
7. Fallen Embers – 2:31
8. Silver Inches – 1:37
9. Pilgrim – 3:12
10. One by One – 3:56
11. The First of Autumn 1 – 3:10
12. Lazy Days 2 – 3:42
13. Isobella 3 – 4:29

1 Az ausztrál, kanadai, mexikói, portugál és több másik kiadáson.

2 A legtöbb kiadáson a Lazy Days a 11. szám.

3 Csak a japán kiadáson.

## Kislemezek
- Wild Child (2000)
- Only Time (2000)
- Only Time Remix (2001)

## Közreműködők
- Minden hangszeren Enya játszik.
- Producer: Nicky Ryan
- Hangmérnök: Nicky Ryan
- Keverés: Enya, Nicky Ryan
- Átdolgozás: Enya, Nicky Ryan
- Design & művészeti rendezés: Stylorouge
- Borítófotó: Sheila Rock
- Többi fotó: Sheila Rock & Simon Fowler
- Ruhaterv: The Handsome Foundation
- Húros hangszerek: by Wired Strings
- Mastering: Dick Beetham a 360 Masteringtől

## Helyezések és minősítések
| Ország             | Legfelső helyezés | Minősítés           | Eladott példányszám |
| ------------------ | ----------------- | ------------------- | ------------------- |
| Ausztrália         | 12                | 2× platina          | 140 000+            |
| Ausztria           | 1 (2 hétig)       | Platina             | 30 000+             |
| Brazília           |                   | Arany               | 100 000+            |
| Dánia              | 5                 | Platina             | 30 000+             |
| Egyesült Államok   | 2                 | 7× platina          | 7 000 000+          |
| Egyesült Királyság | 6                 | Platina             | 300 000+            |
| Finnország         | 29                |                     |                     |
| Franciaország      | 33                | Arany               | 100 000+            |
| Hollandia          |                   | 3× platina          | 240 000+            |
| Írország           | 7                 |                     |                     |
| Kanada             | 4                 | 8× platina          | 800 000+            |
| Lengyelország      |                   | Arany               | 20 000+             |
| Mexikó             |                   | Arany               | 75 000+             |
| Németország        | 1                 | 3× platina/5× arany | 1 100 000+          |
| Norvégia           | 12                |                     |                     |
| Spanyolország      | 3                 |                     |                     |
| Svájc              | 2                 | 2× platina          | 100 000+            |
| Svédország         | 4 (2 hétig)       | Platina             | 60 000+             |
| Új-Zéland          | 5                 | Platina             | 15 000+             |

## Külső hivatkozások
- Fórum magyar nyelven, Enya, Clannad és már ír zenészekről – enyamusic.hu (hu)
- Az album dalszövegei magyarul